# Bekla-imperiet
Bekla-imperiet er et fiktivt rige, der optræder i to af forfatteren Richard Adams romaner. 
Det er de to store romaner Shardik (1974) og Maia (1984), der foregår i det beklanske storrige. De to værker er dog ikke sammenhængende. Dette forhold antydes allerede af den kendsgerning, at Maia er skrevet længe efter Shardik, men faktisk foregår nogle år før. Kun nogle få personer optræder i begge bøger, ingen af dem i helt centrale roller begge steder. Men begge romaner foregår i det samme fiktive land med hovedstaden Bekla.
| Fiktion | Spire Denne artikel om en historie eller noget fiktivt er en spire som bør udbygges. Du er velkommen til at hjælpe Wikipedia ved at udvide den. |